# Journal of Molecular Catalysis A
Journal of Molecular Catalysis A: Chemical is een internationaal, aan collegiale toetsing onderworpen wetenschappelijk tijdschrift op het gebied van de fysische chemie.
De naam wordt in literatuurverwijzingen meestal afgekort tot J. Mol. Catal. Chem.
Het is opgericht in 1995 en wordt uitgegeven door Elsevier.